# Allah Ditta
Pour les articles homonymes, voir Allah (homonymie).
Allah Ditta, (né le 15 décembre 1932 à Panjeri (en) et décédé le 20 mars 2020 dans la même ville) est un athlète pakistanais, spécialiste du saut à la perche.

## Biographie
Ditta participe aux Jeux Olympiques d'été de 1956, organisés à Melbourne. Etant l'unique perchiste pakistanais, il termine à la 15ème place des qualifications du saut à la perche en franchissant la barre de 4,00m. Son résultat lui vaut la première place non qualifiable pour la finale puisque 14 autres perchistes ontfranchi la barre qualificative de 4,15m. Deux ans plus tard, lors des Jeux asiatiques de 1958 organisés a Tokyo au Japon, Ditta remporte la médaille de bronze au terme d'un concours très serré. Les trois premiers franchirent la barre de 4,20m et établirent le record des championnats. Le vainqueur, le japonais Noriaki Yasuda, fut le meilleur des 3 athlètes, aux essais, devant Kozo Akasaka, un autre japonais, et Allah Ditta. Deux mois plus tard, aux Jeux du Commonwealth et de l'Empire Britannique de 1958 organisés à Cardiff (Pays de Galles), Ditta termine au pied du podium de l'épreuve de saut à la perche avec une performance de 4,06m. La première place se jouant sur la barre suivante à 4,16m. Cette épreuve fut remportée par l'anglais Geoffrey Elliott.
Aux Jeux Olympiques d'été de 1960 organisés à Rome, Allah Ditta termine 26ème de l'épreuve de qualifications en franchissant la même barre que lors des précédents Jeux Olympiques. L'augmentation générale du niveau du saut à la perche eu raison du précédent classement de Ditta. Deux ans plus tard durant les Jeux asiatiques de 1962 organisés à Jakarta en Indonésie, Ditta remporte une seconde fois le bronze en franchissant la barre de 4,10m. Pour sa dernière apparition internationale, trois mois plus tard, Ditta termina à la 8ème place des Jeux du Commonwealth de Perth en franchissant une ultime barre de 3,96m à l'âge de 30 ans.